# Urmas Hepner
Urmas Hepner (Tallinn, 31 juli 1964) is een voormalig profvoetballer uit Estland, die speelde als middenvelder gedurende zijn carrière. Hij speelde competitievoetbal in Estland en Finland, en stopte in 1998. Hepner werd in 1992 uitgeroepen tot de allereerste Estisch voetballer van het jaar. Na zijn actieve loopbaan stapte hij het trainersvak in.

## Interlandcarrière
Hepner kwam in totaal dertien keer uit voor de nationale ploeg van Estland. Hij maakte zijn debuut onder leiding van bondscoach Uno Piir in de eerste officiële interland van het Baltische land sinds de onafhankelijkheid van de Sovjet-Unie: een vriendschappelijk duel op 3 juni 1992 tegen Slovenië (1-1) in Tallinn. Hepner droeg de aanvoerdersband in die wedstrijd.

## Erelijst

### Club
FC Norma Tallinn
- Beker van Estland

1994
 Tallinna Sadam
- Beker van Estland

1996, 1997

### Individueel
- Estisch voetballer van het jaar

1992